# 시즈키 (아와지시)
시즈키(일본어: 志筑)는 일본 효고현 아와지시의 조초이다. 우편번호는 656-2131이며, 과거에 존재했던 쓰나군 시즈키정(志筑町)에 해당한다.